# وسيلة لتحقيق غاية
وسيلة لتحقيق غاية (بالإنجليزية: Means to an end)‏ مصطلح في الفلسفة يشير إلى أي عمل (يُسمّى: الوسيلة) ينفذ لغرض وحيد ويستهدف به تحقيق شيء آخر مقصود هو (يطلق عليه مُسمّى: الغاية). يمكن اعتباره تمييزًا ميتافيزيقيًا، لأن أي معلومات تجريبية لا تميز الإجراءات التي هي وسيلة للغايات عن تلك التي ليست - وهي «غايات في حد ذاتها».
تنص نظرية ايمانويل كانط للأخلاق، الضرورة الحتمية (بالإنجليزية: Categorical imperative)‏، على أنه من غير الأخلاقي استخدام شخص آخر كوسيلة للوصول إلى الغاية، ويجب أن يعامل الناس - في جميع الظروف - كغايات في حد ذاتهم. هذا على النقيض من بعض التفسيرات للنظرة النفعية.